# Obryv Ivanova
Obryv Ivanova (englische Transkription von russisch Обрыв Иванова Obryw Iwanowa, deutsch ‚Iwanowbruch‘) ist ein Kliff im westantarktischen Queen Elizabeth Land. In der Forrestal Range der Pensacola Mountains ragt es an der Südostseite des Saratoga Table auf.
Russische Wissenschaftler benannten es. Der Namensgeber ist nicht überliefert.